# Monestier-de-Clermont
Monestier-de-Clermont é uma comuna francesa na região administrativa de Auvérnia-Ródano-Alpes, no departamento de Isère.